# Tricongius collinus
Tricongius collinus är en spindelart som beskrevs av Simon 1893. Tricongius collinus ingår i släktet Tricongius och familjen Prodidomidae.
Artens utbredningsområde är Venezuela. Inga underarter finns listade i Catalogue of Life.